# کن داگنال
کن داگنال (انگلیسی: Ken Dagnall; ۳۰ ژانویهٔ ۱۹۲۱ – ۱ ژانویهٔ ۱۹۹۵) داور فوتبال اهل انگلستان بود.
از مسابقات مهمی که وی قضاوت کرده است میتوان به جام جهانی فوتبال ۱۹۶۶ و فینال جام حذفی فوتبال انگلستان ۱۹۶۷ اشاره کرد.